# Babane
Babane o Mbabane es la capital administrativa de Suazilandia y del distrito de Hhohho. Está situada en el norte del país y es la segunda ciudad más grande de Suazilandia con una población de 61.794 habitantes (estimación para 2010).
Está situada a 23 km al sur de la frontera de Oshoek con Sudáfrica, al noroeste del país. Está localizada en las Montañas Mdimba a orillas del río Babane a unos 1200 metros de altitud.

## Etimología
Su nombre deriva de un jefe, Mbabane Kunene, que vivía en la zona cuando llegaron los colonos británicos.

## Historia

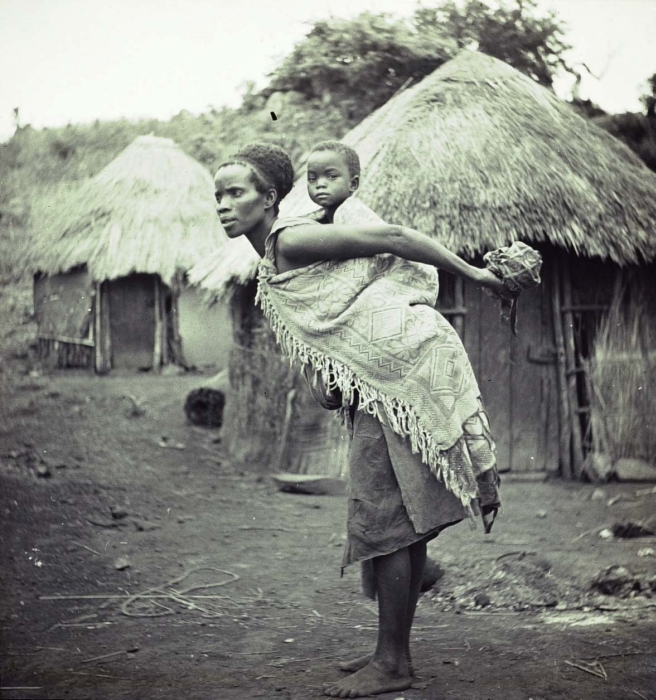
Retrato de una mujer suazi con un niño sobre su espalda en Babane entre 1910 y 1940.

Creció en el siglo XIX alrededor de la residencia del Rey Mbandzeni (bisabuelo del actual rey Mswati III de Suazilandia). Babane fue hasta el momento de la independencia de Suazilandia del Reino Unido en 1968 la capital del antiguo distrito homónimo.
Babane fue fundada en 1887 por Mickey Wells, en el lugar donde la ruta del Transvaal a Mozambique cruzaba el río Babane. Fue declarada capital del nuevo Protectorado de Suazilandia en 1902. Se desarrolló como capital administrativa durante la dependencia británica entre 1903 y 1968 después de que se trasladara la capital administrativa desde Manzini. Durante esta época, Babane constaba de unas pocas tiendas, iglesias y escuelas fundadas por colonos blancos. A los africanos negros no se les permitía vivir en la ciudad y tenían que residir en los distritos rurales cercanos. En la década de 1930, Babane disponía de electricidad, agua corriente, conexión telefónica y un hospital.
Antes de la Segunda Guerra Mundial, la mayoría de los suazis vivían en distritos rurales y trabajaban fuera de Esuatini, lo que impedía que la ciudad creciera.
Después de la guerra, la creación de escuelas de comercio en la ciudad, la llegada del ferrocarril de Goba que conectaba Maputo con las minas de Sudáfrica y los recursos de inversión extranjera dentro de Esuatini (especialmente el azúcar) contribuyeron al crecimiento de la ciudad. Babane se convirtió en el eje central del desarrollo del distrito de Hhohho.
En los años posteriores a la independencia, se construyeron en Babane edificios gubernamentales como el Consulado Británico. El crecimiento de la industria del turismo en Esuatini, de la que Babane se ha convertido en el centro, se ha intensificado. En la actualidad, Babane alberga numerosos hoteles y lugares de ocio, como clubes y campos de golf, que atienden a los turistas.

### Sistema de capital dual
Vale la pena señalar que Suazilandia tiene un sistema de capital dual único. Lobamba, ubicada a unos 16 kilómetros al este de Babane, funciona como capital legislativa y real. Este sistema refleja la combinación del país de gobierno moderno y monarquía tradicional.

### Babane moderna
En los últimos años, Babane ha seguido desarrollándose como una ciudad africana moderna. El cambio de nombre de Suazilandia a Esuatini en abril de 2018 por parte del rey Mswati III no afectó el estatus de Mbabane como capital administrativa.

## Economía
Es el centro administrativo y comercial de toda la región. El paso fronterizo más cercano de Babane con Sudáfrica es Ngwenya-Oshoek, y aunque el idioma suazi es la lengua principal, el inglés está muy extendido. Babane, y la propia Eswatini, dependen del turismo y de las exportaciones de azúcar. También es un centro comercial para la región circundante, mientras que en las cercanías se extraían estaño y hierro. La ciudad cuenta con dos emplazamientos para industrias ligeras.
El continuo crecimiento del sector de los servicios financieros en Babane ha posicionado a la ciudad como un centro financiero clave en la región, contribuyendo al progreso económico general de Eswatini.
En 1964 se inauguró una línea de ferrocarril con Mozambique con el objetivo de poder exportar el mineral de hierro que se produce. Esta producción ha cesado prácticamente desde finales de la década de 1970. Este ferrocarril Suazilandia-Maputo, es un ferrocarril que une la ciudad de Maputo, Mozambique, con la ciudad de Matsapha, en Esuatini. Tiene una longitud de 466,8 km, en un ancho de vía de 1067 mm.
En el tramo mozambiqueño, entre Maputo y Goba, la empresa gestora es Mozambique Ports and Railways (CFM);  en el tramo suazi, entre las ciudades de Mlawula y Matsapha, la administración la realiza la empresa Eswatini Railways (ESR). Mastapha esta a 11 km de Manzini
y a 35 km de Babane.
Su principal instalación logística marítima es el puerto de Maputo.

## Educación
Babane es la sede de la Universidad Waterford-KaMhlaba integrada en la red United World College de África del Sur.

## Cultura
La galería Indingilizi es una galería de arte de Babane fundada en 1982 que exhibe una variedad de arte suazi, que incluye esculturas, pinturas, batiks, mohair, joyas étnicas y cerámica.

## Idioma
A pesar de que la lengua principal es el suazi, el uso del inglés es común para los negocios y los trámites administrativos. La ciudad y el país prosperan gracias al turismo y a la exportación de azúcar.

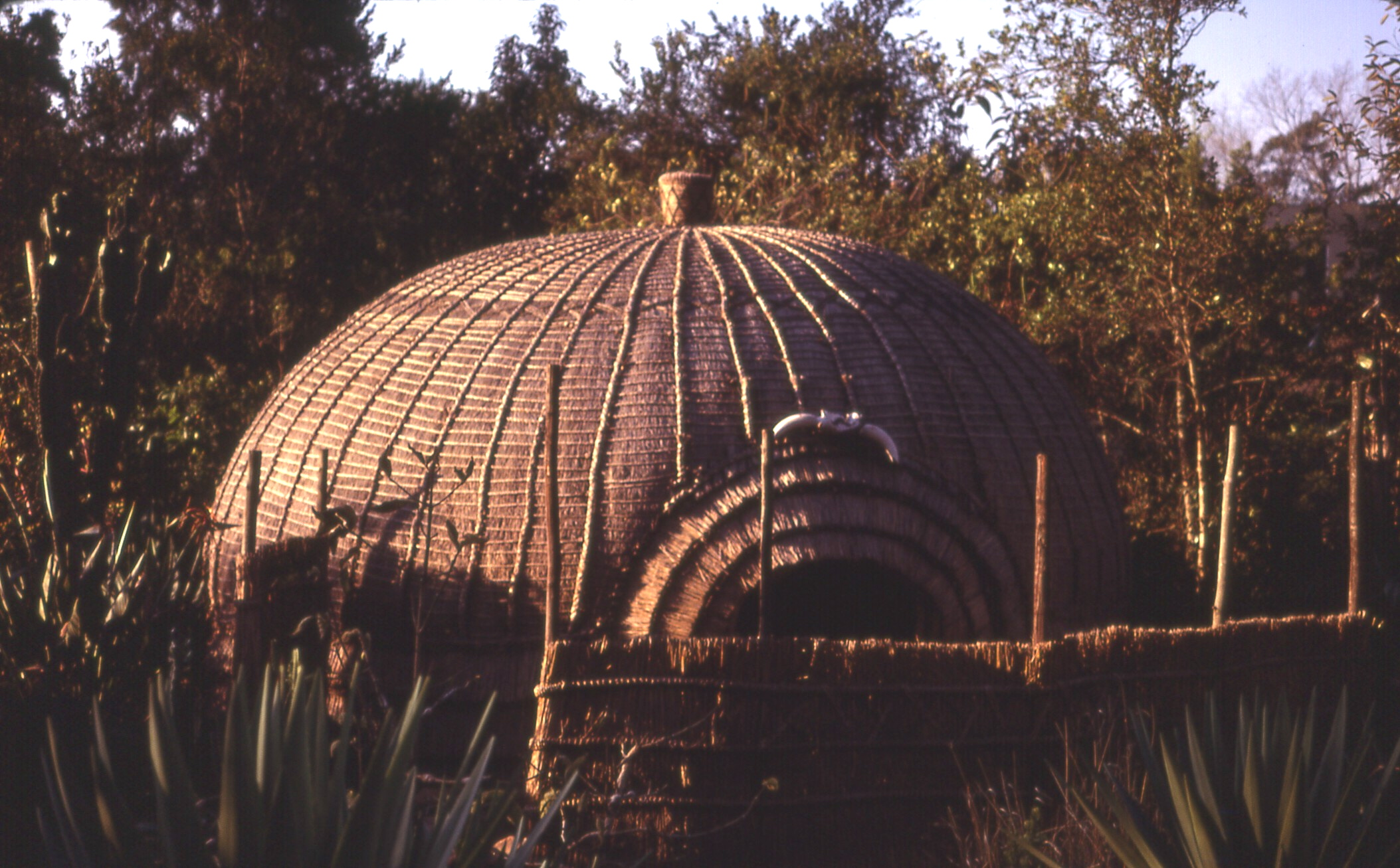
Cabaña típica en Babane.

## Divisiones administrativas
Babane está organizado en dos tinkhundlas:
- Tinkhundla de Babane Este: Fonteyn, Sidwashini, Maqobolwane, Mntulwini, Mcozini, Mncitsini, Corporation y Gobholo.
- Tinkhundla de Babane Oeste: Dividido en Bahai, Mangwaneni y seis zonas numeradas del I al VI.

## Transporte
El aeropuerto más próximo es el Aeropuerto Internacional de Manzini (Aeropuerto Matsapha). South African Airways tiene vuelos con Johannesburgo y se puede viajar fácilmente a Suazilandia desde Sudáfrica y Mozambique.
El Aeropuerto Internacional Rey Mswati III  (en inglés: King Mswati III International Airport) (IATA: SHO, ICAO: FDSK) que reemplaza el Aeropuerto Matsapha desde 2014 para los vuelos internacionales, está situado en la región de Lubombo. Fue inaugurado en 2014. Este aeropuerto está a 83 km por carretera de Babane.
Babane está atravesada por la autopista MR3, que la conecta con Ngwenya (oeste) y Lobamba (este). Otra carretera importante es la MR19, que la conecta con Mhlambanyatsi (al sur).
Muchos minibuses conectan Maputo y Manzini con Babane y hay también servicio regular de autobuses entre Johannesburgo y Durban.
Es posible también llegar en coche propio a través de caminos de tierra y varias gasolineras y tiendas en las principales carreteras.

## Clima
Debido a su altitud, Babane presenta un clima montañoso subtropical moderado (Köppen: Cwb). La ciudad tiene un clima templado y la nieve es un evento raro, que ha ocurrido solo tres veces desde 1900. La ciudad tiene un promedio de solo cuatro días de helada al año. La temperatura promedio es de 11 °C (52 °F) en julio y de 22 °C (72 °F) en enero. La amplitud térmica es baja, pero la noche de invierno es fría para un clima subtropical en general. La mayor parte de la precipitación se concentra en el verano. La diferencia entre el mes más seco (junio) y el más lluvioso (enero) es de 210 mm.
Babane se encuentra en las montañas de Mdimba. La elevación promedio de la ciudad es de aproximadamente 1.243 metros (3.800 pies) sobre el nivel del mar. La gran altitud de la ciudad contribuye a su clima montañoso subtropical moderado. Mbabane experimenta temperaturas suaves durante todo el año, con temperaturas promedio que oscilan entre 15 °C en julio y 22 °C en enero.  Las nevadas son poco comunes, ocurren solo una o dos veces por década.
| Parámetros climáticos promedio de Mbabane, Suazilandia | Parámetros climáticos promedio de Mbabane, Suazilandia | Parámetros climáticos promedio de Mbabane, Suazilandia | Parámetros climáticos promedio de Mbabane, Suazilandia | Parámetros climáticos promedio de Mbabane, Suazilandia | Parámetros climáticos promedio de Mbabane, Suazilandia | Parámetros climáticos promedio de Mbabane, Suazilandia | Parámetros climáticos promedio de Mbabane, Suazilandia | Parámetros climáticos promedio de Mbabane, Suazilandia | Parámetros climáticos promedio de Mbabane, Suazilandia | Parámetros climáticos promedio de Mbabane, Suazilandia | Parámetros climáticos promedio de Mbabane, Suazilandia | Parámetros climáticos promedio de Mbabane, Suazilandia | Parámetros climáticos promedio de Mbabane, Suazilandia |
| Mes                                                    | Ene.                                                   | Feb.                                                   | Mar.                                                   | Abr.                                                   | May.                                                   | Jun.                                                   | Jul.                                                   | Ago.                                                   | Sep.                                                   | Oct.                                                   | Nov.                                                   | Dic.                                                   | Anual                                                  |
| ------------------------------------------------------ | ------------------------------------------------------ | ------------------------------------------------------ | ------------------------------------------------------ | ------------------------------------------------------ | ------------------------------------------------------ | ------------------------------------------------------ | ------------------------------------------------------ | ------------------------------------------------------ | ------------------------------------------------------ | ------------------------------------------------------ | ------------------------------------------------------ | ------------------------------------------------------ | ------------------------------------------------------ |
| Temp. máx. media (°C)                                  | 24.9                                                   | 24.5                                                   | 24.1                                                   | 22.6                                                   | 21.4                                                   | 19.3                                                   | 19.8                                                   | 21.3                                                   | 23.2                                                   | 22.8                                                   | 22.5                                                   | 23.7                                                   | 22.5                                                   |
| Temp. mín. media (°C)                                  | 14.9                                                   | 14.5                                                   | 13.4                                                   | 11.0                                                   | 7.9                                                    | 4.7                                                    | 4.6                                                    | 6.6                                                    | 9.5                                                    | 11.3                                                   | 12.9                                                   | 14.2                                                   | 10.5                                                   |
| Lluvias (mm)                                           | 253.2                                                  | 224.6                                                  | 151.6                                                  | 87.9                                                   | 33.8                                                   | 19.4                                                   | 20.1                                                   | 35.1                                                   | 69.4                                                   | 141.9                                                  | 197.8                                                  | 206.9                                                  | 1441.7                                                 |
| Días de lluvias (≥ 1 mm)                               | 16.9                                                   | 14.3                                                   | 13.8                                                   | 9.8                                                    | 5.1                                                    | 2.8                                                    | 3.1                                                    | 6.5                                                    | 9.2                                                    | 14.9                                                   | 17.0                                                   | 16.5                                                   | 129.9                                                  |
| Fuente: World Meteorological Organization              |                                                        |                                                        |                                                        |                                                        |                                                        |                                                        |                                                        |                                                        |                                                        |                                                        |                                                        |                                                        |                                                        |

## Retos y perspectivas futuras
Como muchas ciudades africanas de rápido crecimiento, Babane enfrenta desafíos relacionados con el desarrollo urbano, la infraestructura y la diversificación económica. La economía de la ciudad, al igual que la del país, depende en gran medida del turismo y las exportaciones de azúcar. Diversificar la base económica y mejorar la infraestructura urbana siguen siendo prioridades clave para el desarrollo futuro de la ciudad. A pesar de estos desafíos, la combinación única de comodidades modernas y cultura tradicional de Babane, junto con su impresionante entorno natural, sigue convirtiéndola en un destino fascinante tanto para viajeros de negocios como de placer. A medida que Eswatini avanza en su camino hacia el siglo XXI, es probable que Babane desempeñe un papel crucial en la configuración del futuro del país, equilibrando el desarrollo económico con la preservación cultural y la sostenibilidad ambiental.

## Ciudades hermanadas
Babane está hermanada con:
- Fort Worth, Estados Unidos[26]
- Taipéi, Taiwán[27]
- Mersing, Malasia
- Melilla, España
- Maputo, Mozambique[28]